# THE LILAC
THE LILAC（ザ・ライラック）はかつて存在したパンク・ロックバンド。
メインソングライティングは小川敦也と柴田達矢の2人。
曲の比率は半々。共作はハリケーンブギーの1曲のみ。

## メンバー
- Vo.小川敦也（1975年12月10日生、AB型）
- Gu.木村健太郎（1981年12月31日生、A型）
- Ba.柴田達矢（1979年12月13日生、O型）
- Dr.室松尚弘（1977年2月1日生、A型）

## 活動概要
2000年
- 10月札幌で結成。地元札幌を中心に活動を開始する。

2002年
- 7月、自主制作でファーストミニアルバム「The LILAC」を発売。
- 10月エピックレコードジャパンと契約。

2003年
- 1月1日、9999枚限定シングル「宣戦布告」発売（オリコンインディーズチャート1位）約一週間でソールドアウト。
- 1月10日より初の全国ツアー「宣戦布告TOUR」（全国16ヶ所）
- 2月25日、セカンドミニアルバム「青い暴走」発売（オリコンインディーズチャート1位）
- 3月3日より「TOUR大海賊時代～大海原編～」（全国33ヶ所）
- 4月13日、FIRE STARTER VOL.10 ～Anniversary～ at Zepp Sapporo出演。
- 6月1日より 「WORLD TOUR～関東編～」（全国21ヶ所）
- 7月2日、フジテレビ系音楽番組「ELVIS」にてドキュメンタリー特集「The LILAC DOCUMENT」オンエア。後に、同番組のコンピレーションアルバムのDVDに収録。
- 7月28日、「ELVIS Jr. vol.7」at 芝浦CLUB JUNK BOX TOKYO BAY出演。
- 8月9日、「FRONTIER ROCK SPIRITS 2003 in Zepp Sapporo」出演。
- 8月23日、お台場冒険王・冒険ランド冒険ステージ「ELVIS LIVES～king of PUNK adventure～」出演。

2004年
- 1月8日、5000枚限定マキシシングル「最低の世界 最高のレコード」（オリコンインディーズチャート1位）
- 1月13日より「最低の世界 最高のTOUR 2004」（全国11ヶ所）
- 2月11日、フジテレビ系音楽番組「ELVIS」にてドキュメンタリー特集第二弾「The LILAC DOCUMENT」オンエア。
- 3月10日、1stフルアルバム「PEPPERMINT BLUES」発売。
- 4月2日より「PEPPERMINT BLUES TOUR 2004」（全国25ヶ所）
- 4月3日、Viewsic「ザ・ライラックSPECIAL」特番オンエア、その後4月前半4回にわたりオンエア。
- 6月9日、川崎CLUB CITTA'「STANCE PUNKS presents『ロックの日』vol.5～無料ライブ～」出演。
- 8月1日、ライブ会場＆webサイト限定CD「NO FUTURE E.P.～俺たちに未来はない～」発売。
- 9月2日より「THE LIILAC VS TOUR」（全国13ヶ所）
- 9月23日より「TOUR 十三階のモスキート」（全国23ヶ所）

2005年
- 2月13日、札幌COLONYでのワンマンライブを最後に解散する。
- 4月6日、ベストアルバム＆ラストライブDVD「さらば青春の光」発売。

2020年
- 10月10日、オムニバス収録の2曲を除く全作品のサブスクリプションサービスによる配信が解禁。

## 解散後の活動
解散後、小川敦也と室松尚弘はCULT FLOWERS、柴田達矢はKING STAR FIELDを結成。CULT FLOWERSは東京を拠点に、KING STAR FIELDは札幌を拠点に活動中。木村健太郎はTHE TON-UP MOTORSのギターとして活動していたが、脱退し現在、札幌で飲食店を経営する傍ら、ローカルタレント「ケンタロック」名義でTV番組やネットラジオのMCとして活動中。
2012年4月11日公開の映画「echoes」(風待人監督作品)に小川敦也初主演。主題歌はCULT FLOWERS「ニヒリズムの花」。

## ディスコグラフィー

### オムニバス
- 「LET'S GO! ROCK'n ROLLS!」（2001年12月25日）

「流れ星」「メッセージ」収録

### シングル
- 「宣戦布告」（2003年1月1日）9999枚限定。

1. 宣戦布告　2. 280ブルース
- 「最低の世界 最高のレコード」（2004年1月8日）5000枚限定。

1. 最低の世界 最高のレコード　2. 夜光性つむじ風　3. ハリケーンブギー

### ミニアルバム
- 「THE LILAC」（2002年7月30日）

1. ルーレット　2. 野良犬は月をめざす　3. 情熱をくれないか
4. サニー　5. 6月　6. 銃声1979　7. R.R.S　8. 33回転
- 「青い暴走」（2003年2月25日）

1. 宣戦布告　2. 夜の盗飛行　3. 反逆の日々　4. サンキュー☆パンク
5. はみだしのメロディー　6. さよなら恋人　7. 反青春宣言

### アルバム
- 「PEPPERMINT BLUES」（2004年3月10日）

1. 恋とロックンロール　2. 夜光性つむじ風　3. ボリュームは10
4. キャンディー　5. プラネタリウム　6. 最低の世界 最高のレコード
7. 脳天気 月面行き　8. ダンス　9. ブルー　10. ジェリービーンズ

### webサイト&ライブ会場限定マキシシングル
- 「NO FUTURE E.P.～俺たちに未来はない～」（2004年8月1日）

1. アンテナ　2. チェリー　3. カナリヤ　4. ラストナンバー

### ベストアルバム&ラストライブDVD
- 「さらば青春の光」（2枚組）（2005年4月6日）

ベストアルバム2002~2004
1. ルーレット　2. 野良犬は月をめざす　3. 銃声1979　4. ロックンロールソング
5. 33回転　6. 宣戦布告　7. 反逆の日々　8. サンキューパンク
9. はみだしのメロディー　10. 最低の世界 最高のレコード　11. ハリケーンブギー
12. 恋とロックンロール　13. 夜光性つむじ風　14. ダンス　15. ジェリービーンズ
16. アンテナ　17. チェリー　18. 月の光とミラーボール(unreleased)
19. 恋とロックンロール(version2)　20. チークタイム(unreleased)
ラストライブDVD 2005.2.3 LAST LIVE at SAPPORO COLONY
1. 恋とロックンロール　2. サニー　3. ジプシーズロック　4. サンキューパンク
5. チェリー　6. Leave me alone　7. 6月　8. オオカミ　9. 宣戦布告
10. 280ブルース　11. はみだしのメロディー　12. メッセージ
13. 夜光性つむじ風　14. ロックンロールソング　15. ルーレット
16. ラストナンバー
(music clip)
1. 宣戦布告　2. 反逆の日々　3. 最低の世界 最高のレコード